# Hannes Stockinger
Hannes Stockinger (* 8. Mai 1955 in Ried im Innkreis/Oberösterreich) ist ein österreichischer Wissenschaftler. Seit 2004 ist er Professor für Molekulare Immunologie an der Medizinischen Universität Wien, wo er von 2010 bis 2019 als Leiter des Zentrums für Pathophysiologie, Infektiologie und Immunologie das größte translationale Forschungszentrum dieser Universität aufbaute. In Personalunion leitete er von 2009 bis 2021 auch eine Subeinheit des Zentrums – das Institut für Hygiene und Angewandte Immunologie.

## Leben
Hannes Stockinger studierte Biotechnologie an der Universität für Bodenkultur Wien und erhielt von dieser Universität 1985 auch die Doktorwürde verliehen. Die Medizinische Universität Wien war der Mittelpunkt seiner wissenschaftlichen Karriere: vom berufenen Professor für Molekulare Immunologie über erster Curriculumdirektor für die Doktoratsstudien, Senatsmitglied, Leiter des Instituts für Hygiene und Angewandte Immunologie bis zum Leiter des Zentrums für Pathophysiologie, Infektiologie und Immunologie. Er war Mitgründer und CEO des Kompetenzzentrums Biomolecular Therapeutics, eine vorwettbewerbliche Plattform der Medizinischen Universität Wien (die Hauptgesellschafterin dieser Einrichtung war) mit der pharmazeutischen Industrie, um Zielstrukturen für die Behandlung entzündlicher und immunologischer Erkrankungen zu identifizieren. Er war u. a. Präsident der Österreichischen Gesellschaft für Allergologie und Immunologie (ÖGAI), Kuratoriumsmitglied des Fonds zur Förderung der wissenschaftlichen Forschung in Österreich (FWF), Schatzmeister der Europäischen Vereinigung immunologischer Gesellschaften (EFIS).

## Forschung
Hannes Stockinger und sein Forscherteam entdeckten und beschrieben erstmals eine Reihe von kritischen Rezeptoren, antennenartige Strukturen auf der Zellmembran von Immunzellen, und entwickelten Erkennungswerkzeuge (Antikörper) dagegen. Diese Antikörper werden heute nicht nur für die Erforschung des Immunsystems, sondern auch für die Diagnose von Immunerkrankungen und Leukämien eingesetzt, und einige waren Pioniere der so erfolgreichen Immuntherapien. Bemerkenswert sind weiters seine Forschungsergebnisse über Zellmembranstrukturen, die als Fettflöße bezeichnet werden. Es wird heute angenommen, dass diese Fettflöße die ersten Schaltstellen sind, über die die Zelle Signale aus der Umgebung durch Rezeptoren verarbeitet und kontrolliert. Somit sind diese Schaltstellen potentielle therapeutische Zielstrukturen.

## Publikationen
Hoch angesehen sind die Arbeiten über die Erstbeschreibung von einer Reihe von Zelloberflächenrezeptoren humaner Immunzellen (wie CD31, CD147 etc.) und die Beiträge zum Verständnis der Signaltransduktion über die Plasmamembran mittels der "Fettflöße", Englisch Lipid-rafts. Die Resultate seiner Forschungstätigkeit sind in über 200 wissenschaftlichen Arbeiten, davon einige in Zeitschriften wie Cell, Nature Methods, Nature Immunology, Science, Science Signaling, Journal of Experimental Medicine, publiziert.

## Auszeichnungen
Hannes Stockinger wurde für seine Forschungen ausgezeichnet, unter anderem mit dem Österreichischen Ehrenkreuz für Wissenschaft und Kunst I. Klasse. der Karl Landsteiner-Medaille der Österreichischen Gesellschaft für Allergologie und Immunologie und dem Landeskulturpreis von Oberösterreich.

## Belege
1. ↑  Professor Hannes Stockinger – Schatzmeister von EFIS. In: meduniwien.ac.at. Medizinische Universität Wien, abgerufen am 11. Mai 2021.
2. ↑  Publikationen von Hannes Stockinger auf meduniwien.ac.at
3. ↑  Publikationen 1984–2021. In: meduniwien.ac.at. Medizinische Universität Wien, abgerufen am 11. Mai 2021.
4. ↑  Hannes Stockinger erhält Ehrenkreuz für Wissenschaft und Kunst 1. Klasse meduniwien.ac.at
5. ↑  Karl Landsteiner-Medaille der Österreichischen Gesellschaft für Allergologie und Immunologie meduniwien.ac.at

| Personendaten    | Personendaten                                        |
| ---------------- | ---------------------------------------------------- |
| NAME             | Stockinger, Hannes                                   |
| KURZBESCHREIBUNG | österreichischer Wissenschaftler und Hochschullehrer |
| GEBURTSDATUM     | 8. Mai 1955                                          |
| GEBURTSORT       | Ried im Innkreis                                     |